# Axel Dickson
Axel Dickson, född 14 december 1826 i Göteborg, död 5 januari 1899 på Skeppsta i Gåsinge församling i Södermanlands län, var en svensk godsägare och riksdagsman.

## Biografi
Dickson var son till en skotsk handelsman, James Dickson. Han sändes till skola i Stockholm och 1846 till Chalmerska slöjdskolan i Göteborg. Han studerade vid Edinburghs universitet 1847–1848. 
Dickson var ägare till godset Kyleberg i Östergötland 1850–1879. Det tidigare vanskötta godset blev under hans tid en modern mönstergård. Han anlade ett tegelbruk och byggde om ekonomibyggnaderna i sten. Tillsammans med en god vän var han först i landet att genomföra täckdikning. Han konstruerade själv den första radsåningsmaskinen och introducerade en ångplog 1868.
Dickson vårdade sig om sina arbetares väl och byggde moderna, rymliga bostäder, med enskilda brukningslotter samt understödde folkskolor och stod tillsammans med sin maka bakom Charlotte Dicksons stiftelse som stöder fattiga flickors utbildning. 
För att finansiera sina projekt, grundade Dickson en bank – Wadstena Enskilda Bank, med egen sedelutgivningsrätt. På grund av förskingring gick banken omkull och han förlorade sin förmögenhet och avträdde godset. Från 1879 var han disponent på Skeppsta bruk i Gnesta, vilket tillhörde hans bror Oscar Dickson. Han var ledamot av riksdagens första kammare 1867–1870, invald i Östergötlands läns valkrets. Som riksdagsman var han protektionist på jordbruksområdet.
Dickson ingick sitt första äktenskap 1850 med Charlotta Wilson Dudgeon. Sedan hon avlidit 1860 ingick han ett andra äktenskap med Mehetabel Percy Austin, som var dotter till den engelske guvernören i Hongkong. Han fick tre döttrar i det första giftet och två söner och sex döttrar i det andra. Sönerna blev teodlare på Ceylon och en av döttrarna missionär i Indien. Axel Dickson är begravd på Örgryte gamla kyrkogård.